# Vermischung (Recht)
Unter Vermischung oder Vermengung versteht man im Sachenrecht die technische Vermischung von bisher rechtlich selbständigen Sachen zu wesentlichen Bestandteilen einer neuen einheitlichen Menge.

## Allgemeines
Rechtsfragen zu Besitz und Eigentum rechtlich selbständiger Sachen, die durch Vermischung oder Vermengung mit anderen selbständigen Sachen ihre Selbständigkeit dauerhaft verlieren und dabei ursprünglich unterschiedlichen Eigentümern gehört haben, sind dem Sachenrecht zuzuordnen. Konstellation dieser Art kommen im Alltag recht häufig vor, etwa bei der Produktion, durch die Roh-, Hilfs- und Betriebsstoffe zu einem neuen Produkt miteinander vermischt (und gleichzeitig auch verarbeitet) werden. In der Textilindustrie gibt es die Mischung von Fäden, bei der ein Vermischungsvorgang vorliegt.

## Geschichte
Bereits das römische Recht befasste sich mit der Vermischung, wobei es zwischen der Vermischung von Flüssigkeiten (confusio) und von festen Körpern (commixtio) unterschied. So galt das Zusammenschütten zweier Fässer Wein als „confusio“ und zweier Säcke Mehl als „commixtio“. Bei ohne Schuld des Besitzers vermischtem Getreide hatte dieser die Wahl zwischen der Herausgabe eines entsprechenden Anteils oder der Geldentschädigung. Haben die Bestandteile vor ihrer Vermischung verschiedenen Eigentümern gehört und ist eine Trennung nach ihrer Vermischung nicht mehr möglich, entstand Miteigentum (communio), das mit der Teilungsklage zur Auflösung von Miteigentum (actio communi dividundo) aufgeteilt werden konnte. Speziell geregelt war die Vermischung von Geld. Wer ohne Wissen oder gegen den Willen des Eigentümers mit dessen Geld bezahlte, übertrug das Eigentum hieran durch ununterscheidbare Vermischung mit eigenem Geld dem Zahlungsempfänger. Dem wirklichen Eigentümer stand jedoch die Diebstahlklage (actio furti) zu. Als mit der Vermischung verwandt galt das Uferrecht, bei dem ein Grundstück an einen öffentlichen Fluss grenzte und das durch Anschwemmung neu gebildete Land (alluvio) dem Grundstückseigentümer gehörte.
Eine Freiburger Zunftordnung aus dem Jahre 1524 erwähnte einen Goldschmied, der in seiner Arbeit eine falsche Vermischung wählte. Der Codex Maximilianeus Bavaricus Civilis vom Januar 1756 sprach davon, wenn man teils eigene und teils fremde Materie gutgläubig in eine solche neue Gestalt bringe, „dass man beede Materien weder unterscheiden noch absöndern kann, so wird das Eigenthum der fremden Materie, und zwar in flüssigen Dingen per Cofusionem, in trockenen per Commixtionem erlanget“. Das Allgemeine Preußische Landrecht (APL) vom Juni 1794 ging davon aus, dass die ohne Wissen und Willen des Eigentümers vermischten Sachen vom Vermischer auf seine Kosten wieder in den vorigen Stand gesetzt werden müssten (I 11, § 298 APL). Ist ihre Trennung nicht mehr möglich, gehörte das Eigentum dem vorherigen Eigentümer (I 11, § 299 APL). Bei einvernehmlicher Vermischung gehörte das Eigentum demjenigen, der den größten Wertanteil nachweisen konnte (I 11, § 307 APL). Der seit März 1807 in Frankreich geltende Code civil (CC) übernahm die römisch-rechtliche Vermischung, unterschied jedoch nicht zwischen Vermischung und Vermengung, sondern danach, ob Sachen wieder voneinander trennbar sind oder nicht. Wer den höchsten Wert an vermischten Sachen hielt, wurde Eigentümer der Gesamtsache.
Das im Januar 1812 in Kraft getretene österreichische ABGB geht vom Grundsatz aus, dass auch alle vermengten oder vermischten Sachen wieder abgesondert werden, um sie ihren früheren Eigentümern zurückzugeben (§ 415 ABGB). Das im Januar 1900 in Kraft getretene BGB unterscheidet die Vermischung flüssiger oder gasförmiger Stoffe und Vermengung fester Stoffe untereinander. Allerdings ist diese Unterscheidung heute ohne Bedeutung, weil die Rechtsfolgen identisch sind. Das seit Januar 1912 geltende Schweizer ZGB beinhaltet ebenfalls römisch-rechtliche Grundlagen.

## Rechtsfragen
Die Vermischung führt zu einem originären Eigentumserwerb. Sie ist ein Realakt, so dass der Vermischende nicht geschäftsfähig sein muss. In § 948 Abs. 1 BGB ist vorgesehen, dass bei der untrennbaren Vermischung oder Vermengung beweglicher Sachen die Vorschriften des § 947 BGB über die Verbindung entsprechende Anwendung finden. Damit hängt es auch bei der Vermischung davon ab, ob einer der vermengten oder vermischten Ausgangsstoffe als Hauptsache anzusehen ist oder nicht. Ist einer der Ausgangsstoffe die Hauptsache, so wird der Eigentümer dieser Sache der Alleineigentümer der neuen Sache, ansonsten entsteht anteiliges Miteigentum aller Eigentümer der Ausgangsstoffe.
Durch Vermischung kann eine neue Sache entstehen, wenn die hergestellte Sache eine neue Bezeichnung, eine erhebliche Form- oder Wesensveränderung oder eine völlig andere oder weitergehende wirtschaftliche Funktion erhält. Ist in der Verbindung oder Vermischung auch eine Verarbeitung zu sehen, gehen die Verarbeitungsvorschriften vor.
Erlöschen durch Vermischung die Rechte Dritter an den vermischten Sachen (etwa bei Eigentumsvorbehalt oder Sicherungseigentum), so erlöschen auch die sonstigen an der Sache bestehenden Rechte (§ 949 BGB). Erwirbt ihr bisheriger Eigentümer jedoch Miteigentum, so bestehen seine Rechte anteilsmäßig fort. Geht das Eigentum durch Vermischung unter, so erhalten die betroffenen Eigentümer gemäß § 951 Abs. 1 BGB einen Anspruch aus ungerechtfertigter Bereicherung gegen den neuen Alleineigentümer (§ 812 BGB).

## International
In Österreich stellt § 414 ABGB auf die Rückführbarkeit ab und will jedem sein Eigentum zurückgeben. Ist jedoch gemäß § 415 ABGB die Zurücksetzung in den vorigen Stand nicht möglich, so gehört die Sache den Eigentümern als Miteigentum. Werden in der Schweiz bewegliche Sachen verschiedener Eigentümer so miteinander vermischt oder verbunden, dass sie ohne wesentliche Beschädigung oder unverhältnismäßige Arbeit und Auslagen nicht mehr getrennt werden können, so entsteht für die Beteiligten Miteigentum an der neuen Sache (Art. 727 ZGB). Nach Art. 726 ZGB ist das Eigentum an der neuen Sache vom Arbeitswert der Verarbeitung abhängig. Ist die Arbeit kostbarer als der Stoff, gehört die neue Sache dem Verarbeiter, andernfalls dem Eigentümer des Stoffes.
In Frankreich ist die Vermischung oder Vermengung (mélange) in Art. 573 CC geregelt. Er sieht vor, dass bei vermischten und wieder trennbaren Sachen ihre Trennung (division) verlangt werden darf. Sind sie nicht mehr trennbar, entsteht Miteigentum im anteiligen Verhältnis der Quantität, Qualität und des Werts, das zu versteigern ist (Art. 575 CC). Italien sieht für den Fall der Vermischung ({commistione) in Art. 939 Abs. 1 Codice civile Miteigentum vor. In England unterscheidet man zwischen der Vermischung von Flüssigkeiten (confusion of liquids) und der Vermengung von Stoffen (commixtion of solids). Werden gleichartige Substanzen miteinander vermischt, so entsteht Miteigentum, bei Vermischung unterschiedlicher Substanzen zu einer neuen Sache gelten wohl die Regeln der Verarbeitung.